# Alejandro Sugich

Alejandro Sugich López Arias (Ciudad Obregón, Sonora, 7 de septiembre de 1977), conocido como Alejandro Sugich es un director cinematográfico, guionista, productor y showrunner. Ha sido nominado en tres ocasiones al Premio Ariel por la Academia Mexicana de Artes y Ciencias Cinematográficas y en ocho ocasiones al premio Diosas de Plata por la asociación Periodistas Cinematográficos de México.
Alejandro Sugich es el CEO y fundador del conglomerado Sula Entertainment.
Sugich es miembro de Asociación Nacional de Productores Latinos Independientes (NALIP) de la Cámara Nacional de la Industria Cinematográfica y del Videograma (CANACINE), siendo además el primer delegado de CANACINE en el estado de Sonora. Alejandro Sugich es también el actual vicepresidente de entretenimiento en el International Quorum of Motion Picture Producers (IQ).

## Biografía y carrera
Originario de Ciudad Obregón, Alejandro Sugich estudió la licenciatura en Economía en la Universidad de Sonora con especialidad en finanzas. Posteriormente estudió dirección y fotografía en la Escuela de Cine de Nueva York en su campus ubicado en Los Ángeles, California, asimismo, Sugich estudió el programa de producción de películas con micro presupuesto en la Universidad de California en Los Ángeles.
En 2008, Sugich fundó la productora de cine Sula Films, la cual, dio inicio a sus actividades de manera formal en abril del 2009. Originalmente con sede en Hermosillo, Sonora, Sula Films cuenta actualmente con sus oficinas centrales en la Ciudad de México.
En el año 2014, Alejandro Sugich se dio a conocer por su ópera prima Casi treinta, proyecto en el cual fungió como escritor, director y productor. Casi Treinta fue, en el año de su estreno, la producción mexicana independiente con mayor éxito en el país e impulsó la carrera cinematográfica de la actriz y cantante Eiza González. Posterior a su estreno en salas de cine Casi Treinta fue adquirida por Netflix para su distribución digital.
También en el 2014, Sugich fundó la distribuidora de cine Neverlanding Pictures y Sumo Estudio, una productora de contenido audiovisual en 360°, realidad virtual y realidad aumentada.
En 2015, coprodujo y distribuyó Los Jefes, la cual nuevamente logró ser la producción mexicana independiente con mayor éxito en su año. Adquirida posteriormente por Netflix para su distribución digital, actualmente es exhibida de manera gratuita en YouTube donde suma más de 45 millones de vistas.
En 2017, dirigió Prometo No Enamorarme, una producción con estreno oficial en salas de cine en el año 2018 y posterior distribución digital en las plataformas de Prime Video y Star+. La película fue producida por Gastón Pavlovich, conocido por su trabajo en Silence y The Irishman ambas del director Martin Scorsese. Prometo No Enamorarme fue exhibida al público por primera vez con su nombre original Helena durante la 15° edición del Festival Internacional de Cine de Morelia.
En 2020, fungió como productor de la cinta de horror Menéndez: El día del Señor. Sugich negoció con Netflix para que esta producción fuese distribuida por esta plataforma de streaming de manera exclusiva. La película se estrenó simultáneamente en más de 150 países el día 31 de octubre con motivo del festejo de Halloween, logrando de esta manera ampliar su alcance global.
En 2021, Sugich fundó Sula Entertainment, un holding que unifica a las empresas Sula Films (producción), Neverlanding Pictures (distribución) y Sumo Studio (producción con nuevas tecnologías) bajo una misma marca.
En 2022, Sugich se desempeñó como showrunner, coescritor, así como director de seis episodios de Los Hermanos Salvador, la
primera serie mexicana estrenada en Disney+, alcanzando encontrarse dentro del top 10 de la plataforma durante sus primeras semanas.
En 2023, Sugich coprodujo el film Perdidos en la Noche dirigido por Amat Escalante, la película tuvo su estreno mundial en el Festival Internacional de Cine de Cannes de 2023. Perdidos en la Noche fue adquirida por Netflix ese mismo año para su distribución.
En el mismo año, Sugich coprodujo en
España la película Cuando Los Amos Duermen, selección oficial del Festival de Cine de Sitges.
Además, ese mismo año, Sugich dirigió, produjo y escribió El extraño Caso del Fantasma Claustrofóbico, una película con estreno directo en streaming que se posicionó en el Top 3 de Prime Video México en sus primeras semanas, la película fue doblada a cinco idiomas y estrenada en todo el mundo de manera simultánea, destacando en la crítica su habilidad para conectar con audiencias juveniles y diversas.

## Filmografía

### Cine
| Año  | Título                                      | Acreditado como | Acreditado como | Acreditado como | Acreditado como     | Acreditado como    | Acreditado como                                                          |
| Año  | Título                                      | Director        | Guionista       | Productor       | Productor ejecutivo | Productor asociado | Notas                                                                    |
| ---- | ------------------------------------------- | --------------- | --------------- | --------------- | ------------------- | ------------------ | ------------------------------------------------------------------------ |
| 2006 | Interrupción en el continuo espacio tiempo  |                 |                 | Sí              |                     |                    | Cortometraje                                                             |
| 2006 | Abdul                                       | Sí              | Sí              | Sí              |                     |                    | Cortometraje                                                             |
| 2008 | Fade to black                               | Sí              | Sí              | Sí              |                     |                    | Cortometraje                                                             |
| 2009 | Havanyork                                   |                 |                 |                 |                     | Sí                 | Documental                                                               |
| 2010 | Borrar de la memoria                        |                 |                 |                 |                     | Sí                 |                                                                          |
| 2010 | En la mira                                  | Sí              | Sí              |                 | Sí                  |                    | Cortometraje                                                             |
| 2011 | Arteche, la danza de un pintor              | Sí              | Sí              | Sí              |                     |                    | Cortometraje documental                                                  |
| 2012 | En la sangre                                |                 |                 | Sí              |                     |                    | Coproductor                                                              |
| 2013 | I am candy                                  |                 |                 |                 | Sí                  |                    | Cortometraje                                                             |
| 2014 | Casi treinta                                | Sí              | Sí              | Sí              | Sí                  |                    |                                                                          |
| 2015 | Los jefes                                   |                 |                 |                 | Sí                  |                    |                                                                          |
| 2016 | Enamordados                                 |                 |                 | Sí              |                     |                    | Coproductor                                                              |
| 2016 | The last page                               |                 |                 | Sí              |                     |                    | Coproductor                                                              |
| 2016 | El tiempo pasa                              |                 |                 |                 | Sí                  |                    | Cortometraje                                                             |
| 2017 | Black hole hunt                             |                 |                 | Sí              | Sí                  |                    | Cortometraje documental en 360°                                          |
| 2018 | Prometo no enamorarme                       | Sí              |                 |                 |                     |                    |                                                                          |
| 2018 | Moronga                                     |                 |                 |                 | Sí                  |                    |                                                                          |
| 2020 | Menendez: El día del señor                  |                 |                 | Sí              | Sí                  |                    |                                                                          |
| 2020 | El amor es ciego                            |                 |                 | Sí              |                     |                    | Cortometraje                                                             |
| 2023 | El extraño caso del fantasma claustrofóbico | Sí              | Sí              | Sí              |                     |                    | Coescrito junto a Adrián Pastrana basado en el libro de Hortensia Moreno |
| 2023 | Perdidos en la noche                        |                 |                 |                 | Sí                  |                    |                                                                          |
| 2023 | Cuando los amos duermen                     |                 |                 | Sí              |                     |                    |                                                                          |
| TBA  | Las sirenas no tienen el pelo lacio         | Sí              |                 | Sí              |                     |                    |                                                                          |

### Televisión
| Año  | Programa              | Créditos                                                                        | Notas |
| ---- | --------------------- | ------------------------------------------------------------------------------- | ----- |
| 2022 | Los hermanos Salvador | Director (6 episodios), showrunner, productor, productor ejecutivo y coescritor |       |